# Eva Haller

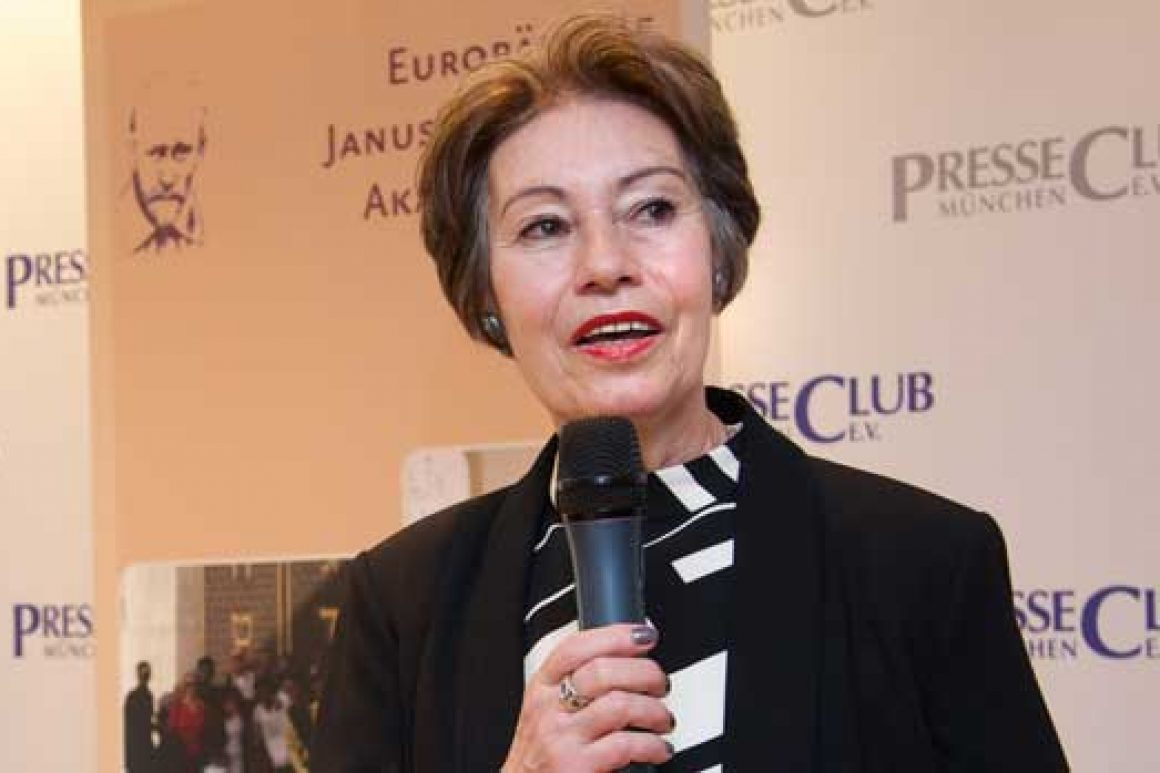
Eva Haller, Europäische Janusz Korczak Akademie

Eva Haller (* 18. Juni 1948 in Temeschburg, Rumänien) ist Mitbegründerin und seit 2009 ehrenamtliche Präsidentin der Europäischen Janusz Korczak Akademie.

## Leben
Eva Haller besuchte von 1954 bis 1966 das Mädchengymnasium des Karmeliterordens in Wien. Den Abschluss absolvierte sie an der New Utrecht High School in New York. Zwischen 1966 und 1970 studierte sie an der Columbia University, New York und an der Université libre de Bruxelles (ULB) Journalismus. Von 1972 bis 1975 studierte sie an der Universität Tel Aviv romanische und semitische Sprachen.
1976–1999 war sie selbständige Journalistin in diversen Rundfunkmedien und begleitete anschließend bis 2006 Studenten bei ihren Diplomarbeiten in MA und PhD. Sie war Projektleiterin und Koordinatorin der Jugendabteilung der Israelitischen Kultusgemeinde von München und Oberbayern (2006–2009) und leitete seit 2007 Führungen zur Fritz Bauer Ausstellung im Justizpalast. Im Jahre 2009 gründete sie das Forum für Interkulturelle und Interreligiöse Begegnungen und ist bis heute dort tätig. Seit 2007 hält sie Synagogenführungen der Israelitischen Kultusgemeinde von München und Oberbayern.
Haller war freie Journalistin in Rundfunkmedien, Auslandskorrespondentin von Radio Judaica in Brüssel und Assistentin der Geschichts- und Literatur-Abteilungen der Universitäten von Padua und Venedig.

## Ehrenamtliche Tätigkeiten
Haller engagierte sich ehrenamtlich für Wohltätigkeitsorganisationen wie den Frauenverein WIZO und Jüdischen Nationalfonds sowie für Jugend- und Kulturarbeit in den jüdischen Gemeinden in Frankfurt, Krefeld und Düsseldorf. Sie ist Gründungsmitglied und Präsidentin der Europäischen Janusz Korczak Akademie mit Hauptsitz in München und weiteren Korczakhäusern in Berlin und in Duisburg für Nordrhein-Westfalen. Sie ist Vorstandsmitglied im Haus der Kulturen und Religionen in München und stellvertretende Vorsitzende im Stadtbund Münchner Frauenverbände.

## Ehrungen
- 2014 Jugendfilmfest Preis für "Jung, jüdisch, bayrisch" für die Europäische Janusz Korczak Akademie e. V.
- 2018 Auszeichnung der Landeshauptstadt München mit der Medaille „München leuchtet“ in Bronze[4]
- 2018 Idizem Preis
- 2019 Deutschen Engagementpreis für Projekt "Rent a Jew"
- 2020: Bayerische Verfassungsmedaille in Silber[5]
- 2024 Oberbayern Bezirksmedaille